# Jack Hirschman
Jack Hirschman (* 13. prosince 1933 New York – 22. srpna 2021 San Francisco) byl americký básník a překladatel. Studoval na City College of New York (BA, 1955) a na Indianské univerzitě (MA, 1957 a Ph.D., 1961). Později vyučoval na Dartmouth College a na Kalifornské univerzitě v Los Angeles. Později akademickou dráhu opustil a začal se věnovat výhradně literatuře a aktivismu. Kromě vlastního psaní překládal knihy z albánštiny, francouzštiny, gruzínštiny, hebrejštiny, italštiny, haitské kreolštiny, němčiny, ruštiny, řečtiny a španělštiny.
V češtině vyšla jedna jeho báseň (v překladu Hany Weiserové) v knize Cafe Babar – 20 současných sanfranciských básníků (Maťa, 2004).